# 髙橋賢次
髙橋 賢次（たかはし けんじ、1976年3月25日 - ）は、運送会社『KONG EXPRESS』の代表。元佐川急便のセールスドライバー。TBS『SASUKE』の有力選手。

## 来歴
小学校時代は水泳、陸上、ミニバスケットボール、サッカーとスポーツを掛け持ちで行い、中・高とサッカー部に所属。高校ではレギュラーで県大会でベスト4の成績を収め、高校卒業時には友人の誘いで、サッカーのプロテストを受け合格していたが、バイクに乗っていた兄の影響でハマったモトクロスを選んだ。それと同時に通っていた接骨院の先生からの誘いで、接骨院で丁稚奉公をし、柔道整復師を目指して学校に通うつもりだったが、業界の仕組みが肌に合わず辞退。
その後お弁当配達のアルバイトを始め、モトクロスでは国内外のライセンスを取得。しかし、スピードが出せるようになった影響で大きな怪我を繰り返し、母親から「もう辞めてほしい」の一言を受けモトクロスを辞めた。後にお弁当配達で知り合い、入院の期間寄り添ってくれた現在の夫人と結婚。家族を養う責任感から、自分のパワーを注いで肉体的に鍛えるために佐川急便に就職。
ある日、仕事を終えて帰宅後にテレビをつけると、『SASUKE』第4回大会のFINAL STAGEが放送されており、それを見て「自分だったらどこまでいけるかな」と沸々と挑戦への意欲が湧いていた。
2000年の第5回大会に初出場。第6回にも出場し2大会とも放送はされなかったが、実際のセットに触れることに楽しさを覚えた。3回目の出場となった第7回で初めて1stステージをクリアし、3rdステージまで進出。その影響から放送後には、会社の社長からの手配で綱引き部に入部したが、熱中するあまりに家庭との時間を疎かにし、家族を大切にする想いから佐川急便から退職。自らが代表を務める運送会社「KONG EXPRESS」を立ち上げた。社名に則って「コング髙橋」の愛称で以降SASUKE仲間からは親しまれている。
第8回以降、出場を志すも叶わない時期が続いていた最中、本番前に競技のテストをするシミュレーターとして番組に携わることに。裏方として関わりながら出場機会を待つ後に、第16回大会で久々の出場。4年半のブランクをものともせず3rdまで進出し、第18回では自身初の最優秀成績者となる。
しかしその後4大会は1stステージでリタイアのスランプに陥り苦しい時期に入っていたが、夫人から「誰のためにやってるの？人のためにやってるの？自分のためにやってるんじゃないの？」の言葉に肩の荷が下り、以降第23-25回と3大会連続で3rdに進出し、第24回には初のFINAL進出を遂げた。
2017年にはKuroOvi選手権にも出場。第35回大会を以て『SASUKE』を引退。

## SASUKEでの戦歴

### 大会ごとの戦歴

#### 第5回大会～第7回大会
第5回はローリング丸太で、第6回はそり立つ壁でいずれも1stステージリタイアを喫する（両大会ゼッケン2・28全カット）。
第7回はそり立つ壁で1度失敗するも2度目で成功し、初の1stクリア。2ndステージを18.5秒残しで最速クリアをし、3rdクリフハンガーまで到達。登りの段差をクリアしたが、着地地点目前で脱落（ゼッケン46）。

#### 第16回大会～第18回大会
第16回で久々の出場。ブランクを感じさせない動きで3人目の1stクリア者に名乗りを上げ、2ndでは今大会猛威を振るったメタルスピンの初の攻略者となり、11.4秒残しの最速クリア。3rdではマイナーチェンジされ下りの段差が加わったクリフハンガーまで進み、登り段差はクリアしたが、その直後に落下しリベンジならず（ゼッケン66）。
第17回は欠場。
第18回は、長野誠の完全制覇によって大リニューアルされた1stをクリアし、2ndではサーモンラダーで最上段まで移動した後、スティックスライダーで滑らずにそのままマットに着地する離れ技を見せ、最後のショルダーウォークでバランスを崩すもゴールまで運び、26.9秒残しの最速クリア。自身初の最終競技者として挑んだ3rdでは新クリフハンガーの下り段差に飛びついていったがクリアならず。初の最優秀成績者となった（ゼッケン98）。尚、この大会より坊主頭で出場している。

#### 第19回大会～第22回大会
第19回は1stジャンピングスパイダーでリタイア（ゼッケン84）。第20回は1stフライングシュートで落下（ゼッケン1988）。第21回はジャンピングスパイダーで落下（ダイジェスト、ゼッケン85）。第22回はロープラダーでタイムアップ（全カット、ゼッケン80）。初の4大会連続1stリタイアを喫する。

#### 第23回大会～第25回大会
第23回では快調なペースでエリアを攻略していき、2年半ぶりに1stをクリア。2ndでは自身の挑戦前まで7人連続リタイアという状況の中で新エリア・アンステーブルブリッジの最初の攻略者となり、勢いそのままに第18回以来となる3rdに進出。新クリフハンガーでは、2→3本目の突起から移行する際、左手を右手側に運んでクロスさせ、その状態で右手を伸ばして突起を掴むと言うセオリーとは外れた手法でクリア。これには後に挑戦を控えていた山本進悟が思わず「マジか！すげぇな！」とコメントを残していた。その後最終エリア・グライディングリングまで到達するも、最後の着地に失敗し落下（ゼッケン84）。
第24回では1stを24.03秒残しで漆原裕治に次いで2位のタイムを残す。2ndでは32.11秒残しの驚異的な最速クリア。通算5回目の3rdでは新クリフハンガーを前回と同じ手法でクリアし、前回リタイアしたグライディングリングへのリベンジに成功。初出場から10年越しのFINAL進出を達成し、インタビューでは涙を見せた。FINALステージでは、ヘブンリーラダーを快調なペースで上るも、Gロープでロープと命綱が絡まってしまうアクシデントを起こし、本領を発揮できないままリタイア（ゼッケン94）。

#### 第25回大会～第28回大会
第25回では、今大会のみ1stのスタート順を抽選で決定。40番の数字を引き当て前回ファイナリストの中では最も早いスタートとなる。1stステージではサークルスライダーで両手でリングを掴めず片手のみで耐える危ない場面があったが、見事クリアを果たす。2ndでは新設されたダブルサーモンラダーをクリアし、3rd進出の1番乗りに。3rdではアルティメットクリフハンガー1→2本目で落下（ゼッケン40）。
第26回は1stの新エリア、ローリングエスカルゴでリタイア（ダイジェスト、ゼッケン96）。
第27回はハーフパイプアタックの着地を2度、そり立つ壁で3度失敗するなどタイムロスが重なり、スピンブリッジで落下してリタイア（ゼッケン15、ダイジェスト）。
第28回は欠場したが、2ndのデモンストレーションを担当していた。

#### 第29回大会～第31回大会
第29回は3年振りに1stをクリア。難易度が急上昇した2ndでは5.14秒残しの最速タイムを樹立。3rdではクレイジークリフハンガーで1→2本目の突起に移行する際、手を滑らせまさかのリタイア（ゼッケン87）。このリタイアについて、2018年に公開された漆原裕治のYouTubeチャンネルで触れており、「迷いから普段やらないことをやった。(挑戦前に松脂と炭酸マグネシウムと混ぜたことで)グニョグニョだった」と話している。
第30回はゼッケン2995で出場。1stを23.39秒残しでクリアするも、タイムに納得がいかなかったのか、ボタンを押す前に「遅ぇな！」と一言声を出し、ボタンを押した後は怒りの形相で腕に纏っていたサポーターを投げ捨てた。これに実況の初田啓介は「コングは遅いと言いながら怒っている。何を怒っているのか」と実況していた。2ndではスワップサーモンラダーの2回目の移動でバーが左側に1段下がってしまい、その瞬間失格の判定。自身初の2ndリタイアとなった。このリタイアにはメカニカルトラブルの説がある。
第31回は2ndを無難にクリアし、8度目の3rdステージ進出。またもクレイジークリフハンガーでリタイア（ゼッケン89、1stは全カット）。

#### 第32回大会～第35回大会
第32回はゼッケン92番で登場。1stの新エリア・タイファイターで夜露の影響からアクリル板に両手両足を突っ張った瞬間に滑る形に。何とか立て直してもう1度体勢を整えたが、段差の衝撃により滑落する形でリタイア。競技後のインタビューでは「腕が決まらなかった」とコメントを残した（ゼッケン92）。
第33回も1stのタイファイターでリタイア（ゼッケン87、ダイジェスト）。
第34回では、2大会連続で阻まれたタイファイターをクリアし、19.70秒残しで3大会ぶりの1stクリア。クリア後は観客席に向かって「あざしたー!」と叫んだ。2ndではリバースコンベアでコンベアから転落。2度目の2ndリタイアとなった（ゼッケン83、2ndはダイジェスト）。
第35回では、1stの新エリア・ドラゴングライダーの1つ目で右側からバーが脱線してしまい、落水（ゼッケン93）。この大会を以て、「元気な内に若い挑戦者にゼッケンを譲りたい」として引退した。

### 大会別成績
全カットだった第5回と第6回の結果は、いずれも高橋賢次のTwitterより。
| 大会       | ゼッケン | STAGE | 記録                         | 備考                       |
| ---------- | -------- | ----- | ---------------------------- | -------------------------- |
| 第5回大会  | 2        | 1st   | ローリング丸太               | 全カット                   |
| 第6回大会  | 28       | 1st   | そり立つ壁                   | タイムアップ、全カット     |
| 第7回大会  | 46       | 3rd   | クリフハンガー               | 3本目中盤                  |
| 第16回大会 | 66       | 3rd   | クリフハンガー改             | 2本目序盤                  |
| 第18回大会 | 98       | 3rd   | 新クリフハンガー             | 下り段差、最優秀成績タイ   |
| 第19回大会 | 84       | 1st   | ジャンピングスパイダー       | 張り付き失敗               |
| 第20回大会 | 1988     | 1st   | フライングシュート           | 掴み失敗                   |
| 第21回大会 | 85       | 1st   | ジャンピングスパイダー       | 張り付き失敗、ダイジェスト |
| 第22回大会 | 80       | 1st   | ロープラダー                 | タイムアップ、全カット     |
| 第23回大会 | 84       | 3rd   | グライディングリング         | 着地失敗                   |
| 第24回大会 | 94       | FINAL | Gロープ                      | 残り約4m、タイムアップ     |
| 第25回大会 | 40       | 3rd   | アルティメットクリフハンガー | 1→2本目                    |
| 第26回大会 | 96       | 1st   | ローリングエスカルゴ         | 中間地点、ダイジェスト     |
| 第27回大会 | 15       | 1st   | スピンブリッジ               | 3個目、ダイジェスト        |
| 第29回大会 | 87       | 3rd   | クレイジークリフハンガー     | 1→2本目                    |
| 第30回大会 | 2995     | 2nd   | スワップサーモンラダー       | 失格                       |
| 第31回大会 | 89       | 3rd   | クレイジークリフハンガー     | 3→4本目                    |
| 第32回大会 | 92       | 1st   | タイファイター               |                            |
| 第33回大会 | 87       | 1st   | タイファイター               | ダイジェスト               |
| 第34回大会 | 83       | 2nd   | リバースコンベア             | 入口付近から落下           |
| 第35回大会 | 93       | 1st   | ドラゴングライダー           | バーが脱線                 |

- ※第18回大会はゼッケン争奪マラソン、第25回は抽選によってゼッケンが決定

### 通算成績
| 出場数 | 2nd進出 | 3rd進出 | FINAL進出 | 最優秀成績 |
| ------ | ------- | ------- | --------- | ---------- |
| 21回   | 10回    | 8回     | 1回       | 1回        |

- 2021年 第39回大会終了時点

### 最速タイム
| 大会       | STAGE | 制限時間 | 残りタイム | クリア人数 | 備考                |
| ---------- | ----- | -------- | ---------- | ---------- | ------------------- |
| 第7回大会  | 2nd   | 90秒     | 18.5秒     | 5人        |                     |
| 第16回大会 | 2nd   | 66秒     | 11.4秒     | 8人        |                     |
| 第18回大会 | 2nd   | 95秒     | 26.9秒     | 3人        |                     |
| 第24回大会 | 2nd   | 85秒     | 32.11秒    | 7人        |                     |
| 第25回大会 | 2nd   | 95秒     | 20.9秒     | 5人        | 2大会連続最速タイム |
| 第29回大会 | 2nd   | 90秒     | 5.14秒     | 4人        |                     |

## 世界の大会出場歴
- 2015年、ラスベガスで行われた『American Ninja warriorのUSA vs The World』に日本代表として出場[3]。